# Сапронов Юрій Анатолійович
Юрій Анатолійович Сапронов  (нар. 26 серпня 1963) — український підприємець, волонтер, заступник голови Харківської ОДА у 2010—2014 роках, президент провідного українського гольф-клубу «Superior Golf Club» (Харків); віцепрезидент громадської організації «Всеукраїнська федерація гольфу»; член Національного олімпійського комітету України..

## Життєпис
Народився 26 серпня 1963 року в місті Калінінграді (нині Росія) в сім'ї військовослужбовця. Дитинство провів на півночі СРСР, у селі Сафоново-1 Мурманської області. Протягом 1981—1983 років проходив строкову службу у Радянській армії.
У 1989 році, за спеціальністю хімія, закінчив Харківський державний університет імені Максима Горького. У цьому ж році працював асистентом кафедри неорганічної хімії, вчителем неорганічної хімії.
Упродовж 1989—1994 років обіймав посади заступника голови, голови профспілкового комітету студентів Харківського державного університету імені Максима Горького; у 1994—1995 роках — головного інженера у харківському ТОВ УРСП «Студбуд» у  Харкові; у 1995—1997 роках — головного інженера у харківському ТОВ «Фірмв ССО».
2004 року заснував Харківський міський благодійний фонд Юрія Сапронова, де посідає посаду голови правління. Фонд має медичну програму допомоги дітям із вродженою вадою серця, підтримує обдарованих студентів Харківського національного університету імені Василя Каразіна, займається видавничою діяльністю, спонсорством спорту
Протягом 2005—2010 років — голова ради директорів у ТОВ УРСП «Студбуд», одночасно  2006 по 2009 рік обіймав посаду віцепрезидента Федерації тенісу України; обирався депутатом V скликання Харківської міської ради від Народного союзу «Наша Україна»; у 2009—2010 роках був радником харківського міського голови. У 2010—2014 роках обраний депутатом VI скликання Харківської обласної ради від Партії регіонів, водночас заступник голови з економічних питань та питань агропромислового розвитку.. У 2015 році балотувався на посаду міського голови, але поступився тоді першим місцем Геннадію Кернесу.
У грудні 2021 року, спільно з адвокатом та депутатом міськради Ігор Черняком та іншими харківськими активістами, заснував громадську організацію «Безпечний Харків», яка покликана боротися за безпеку на дорогах міста та допомагати потерпілим у резонансних дорожньо-транспортних пригодах.
У липні 2022 року разом з іншими активістами та політичними діячами України, зокрема Дмитром Ярошем, Віталієм Кличком, Марією Матіос тощо, звернувся у відкритому листі до президента України Володимира Зеленського про надання громадянства Геннадію Корбану.

## Інші проєкти
З 2007 по 2017 рік був спонсором Еліни Світоліної, за весь період бізнесмен вклав у спортсменку близько одного мільйона доларів. Нині — спонсорує українську тенісистку Любов Костенко.
З початком повномасштабного вторгнення Росії в Україну в лютому 2022 року зайнявся волонтерством та допомогою постраждалим від бомбардувань Харкова. У власному готелі «Superior Golf Club» надав притулок понад ста харків'янам, які втратили житло. Також розвозив гуманітарну допомогу, медикаменти та їжу в малодоступні райони Харкова: ХТЗ, Салтівку, П'ятихатки тощо; віддав три власні та придбав 11 позашляховиків на потреби ЗСУ.

## Скандали
Під час подій Євромайдану разом з іншими депутатами Харківської обласної ради від Партії Регіонів прийшов на сесію у футболці з написом "Беркут", щоб висловити підтримку діям спецпризначенців Беркут у Києві. Також показово носив на одязі символіку "Георгієвська стрічка".
У листопаді 2015 року розгорівся судовий конфлікт між бізнесменом Юрієм Сапроновим, який побудував професійне поле для гольфу, та Харківською міською радою, яка хотіла анулювати договір оренди на землю, де розташований спортивний комплекс, свідоцтво про право власності приватної компанії на інженерну споруду «Поле для гри в гольф» та заявила про борг Сапронова по платі за землю. Тоді підприємець пов'язував скандал з політичним переслідуванням після участі у виборах міського голови 2015 року, які закінчилися в кінці жовтня. У гонці переміг Геннадій Кернес, Сапронов посів третє місце.
У листопаді 2019 року прокуратура Харківської області розпочала розслідування щодо компанії Юрія Сапронова ТОВ «ФОРС-С», якому належить харківський гольф-клуб (компанія Superior Golf & Spa Resort) за фактом самовільного використання артезіанських свердловин на мільйони гривень. Тоді ж підприємець спростував звинувачення у себе на сторінці у Facebook, зазначаючи, що свердловини використовуються лише в законний спосіб і підкріплені відповідними документами.

## Нагороди
- відзнака Президента України «Золоте серце» (22 серпня 2024)[33]
- орден «За заслуги» II ступеня (23 серпня 2022) — за значні заслуги у зміцненні української державності, мужність і самовідданість, виявлені у захисті суверенітету та територіальної цілісності України, вагомий особистий внесок у розвиток різних сфер суспільного життя, відстоювання національних інтересів нашої держави, сумлінне виконання професійного обов'язку[34];